# Антенна Элтанина

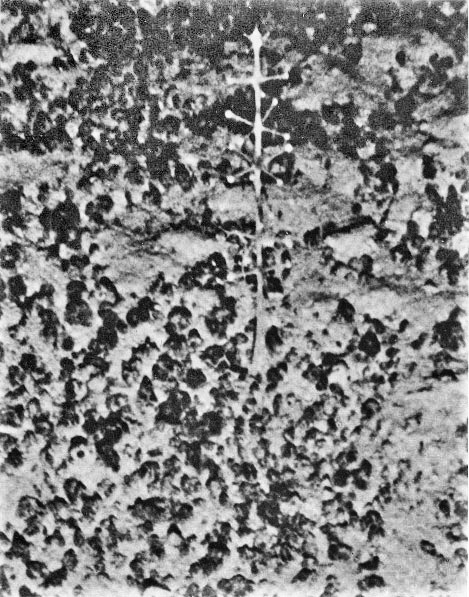
Антенна Элтанина, фото 1964 года

Анте́нна Элтани́на (англ. Eltanin Antenna) — объект, сфотографированный на морском дне в Антарктике.

## Общие сведения
Объект, названный впоследствии Антенной Элтанина, был обнаружен в 1964 году во время фотографирования морского дна на глубине около четырёх километров в Антарктике, к западу от мыса Горн. Работы проводились океанографическим исследовательским судном ВМС США, носящим имя «Элтанин» (en:USNS Eltanin (T-AK-270)), которое и было присвоено объекту.

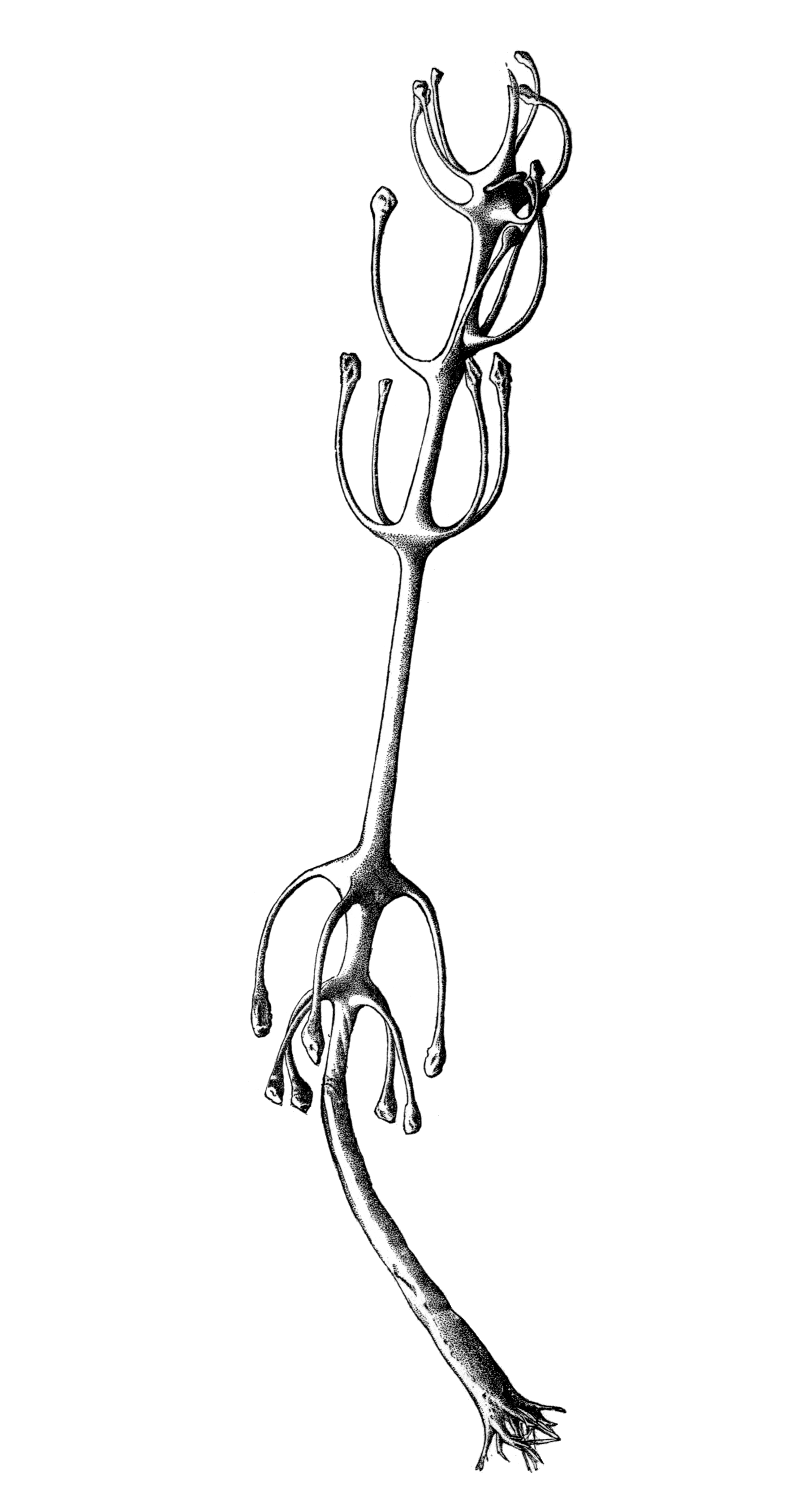
Морская губка Chondrocladia concrescens.
Рисунок А. Агассиса (1888)

Геометрически правильная структура «Антенны Элтанина», найденной в необычном месте, позволила сторонникам НЛО заявить об обнаружении внеземного артефакта, очень похожего на нечто среднее между телевизионной и телеметрической антеннами. В то же время учёные, занимающиеся морской фауной, посчитали этот объект вполне обычной, хотя и не часто встречающейся, плотоядной губкой с латинским названием Chondrocladia concrescens, впервые обнаруженной ещё в 1880 году примерно в том же районе.
Одной из самых ранних публикаций с описанием этой губки и её рисунками была книга «Три плавания исследовательского геодезического парохода береговой охраны США „Блейк“» (англ. Three cruises of the United States Coast and Geodetic Survey Steamer "Blake"). Её в 1888 году выпустил американец швейцарского происхождения, специалист в области зоологии моря — Александр Агассис. О губке говорилось, что она обладает длинным стеблем с узлами, от которых расходятся симметричные придатки в количестве от четырёх до шести штук, а за морское дно она крепится ножкой, заканчивающейся корнями.
Точка зрения, что Антенна Элтанина является морской губкой, доминирует среди учёных.